# Frans Hogenberg

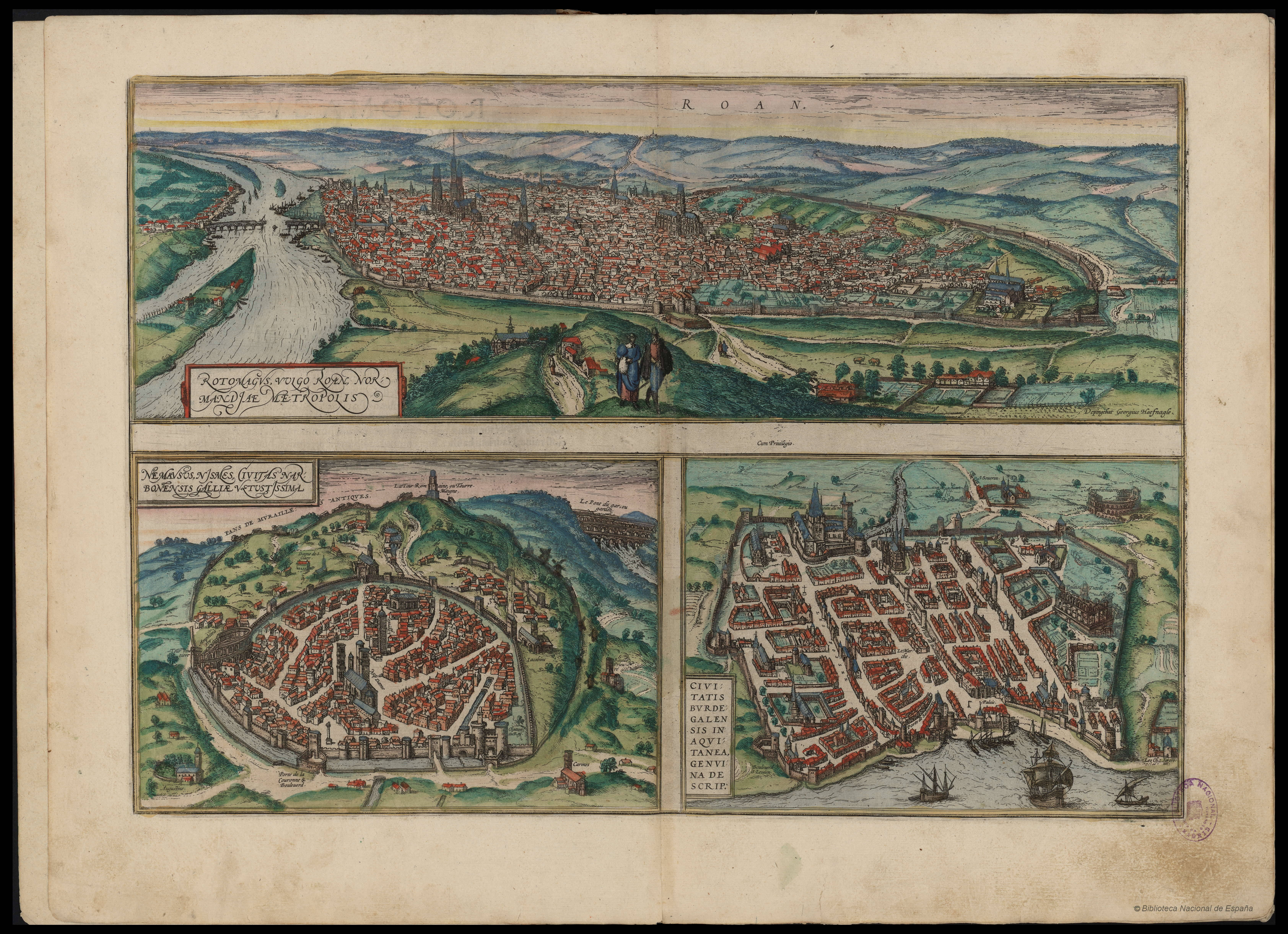
Bordeaux, Roan & Nîmes, Braun & Hogenberg

Frans Hogenberg (Mechelen, 1535 – Keulen, 1590) was een Vlaams cartograaf.
Frans Hogenberg tekende kaarten en maakte tekeningen voor uitgeverijen in Nederland, Duitsland en Engeland. Behalve tekenaar, schilder en graveur was hij zelf ook uitgever.

## Leven en werk
Net als zijn broer Remigius kreeg Frans waarschijnlijk les van zijn stiefvader, de kaartenmaker Hendrik Terbruggen. De uitgever en kunstenaar tekende behalve kaarten ook gebouwen, stadsgezichten en veldslagen. In Keulen richtte hij een cartografische uitgeverij en drukkerij op. In Antwerpen werkte hij voor de uitgeverij Plantijn.
De werken van Hogenberg voor de wereldatlas Theatrum orbis terrarum van Abraham Ortelius dateren van rond 1565. Het kaartenboek werd in 1570 bij Aegidius Coppens van Diest te Antwerpen uitgegeven. Het bevatte cartografisch materiaal dat Ortelius via zijn contacten in heel Europa had weten te bemachtigen en was de eerste “moderne” atlas.
Frans Hogenberg sympathiseerde met de Hervorming en vluchtte van Antwerpen naar Duitsland. Te Keulen richtte Hogenberg een cartografische drukkerij-uitgeverij op. Samen met Georg Braun, kanunnik van de Dom van Keulen en zijn zoon Abraham Hogenberg, gaf Frans in 1572 het stadsgezichtenboek Civitates orbis terrarum uit. Dit boek sloeg aan in Duitsland en raakte wijd bekend. Met de uitgave stimuleerden Braun en Hogenberg waarschijnlijk belangstelling voor andere latere aardrijkskundige uitgaven. De laatste editie, inmiddels uitgegroeid tot een werk van 6 delen, verscheen in 1618.
Naast de atlassen gaf Frans Hogenberg ook een reeks historische prenten uit. Deze stellen contemporaine gebeurtenissen voor, waaronder vele veldslagen en belegeringen uit de Tachtigjarige Oorlog.
In Keulen opende Hogenberg een atelier waar vele graveurs hun opleiding hebben gehad. Deze werkten allen mee aan de uitgaves van Hogenberg, zoals de Geschichtsblätter van de oorlogen in de Nederlanden, maar ook in Frankrijk en andere delen in Europa.
Duidelijk zijn de verschillende graveerstijlen in deze Geschichtsblätter te herkennen (zie Kroniek van de opstand in de Lage Landen door K. Kinds).
Bekend werd ook zijn tekening van de kaart van Nederland in de vorm van een leeuw, Leo Belgicus. Deze voorstelling zou daarna nog vele malen gekopieerd worden, onder meer voor het boek van Famiano Strada, over de geschiedenis van de Tachtigjarige Oorlog.

### Werken
- Theatrum orbis terrarum, uitgegeven bij Aegidius Coppens van Diest te Antwerpen (1570-1612 in verschillende uitgaven)
- Civitates Orbis Terrarum, uitgegeven door Hogenberg & Braun (1572-1618 in verschillende uitgaven)
- Descrittione di tutti i Paesi Bassi, ofwel Beschryvinghe van alle de Nederlanden, uitgegeven door Plantijn te Antwerpen (1581)
- Leo Belgicus ofwel Leone Belgico, uitgegeven door Michael Aitsinger

## Galerij

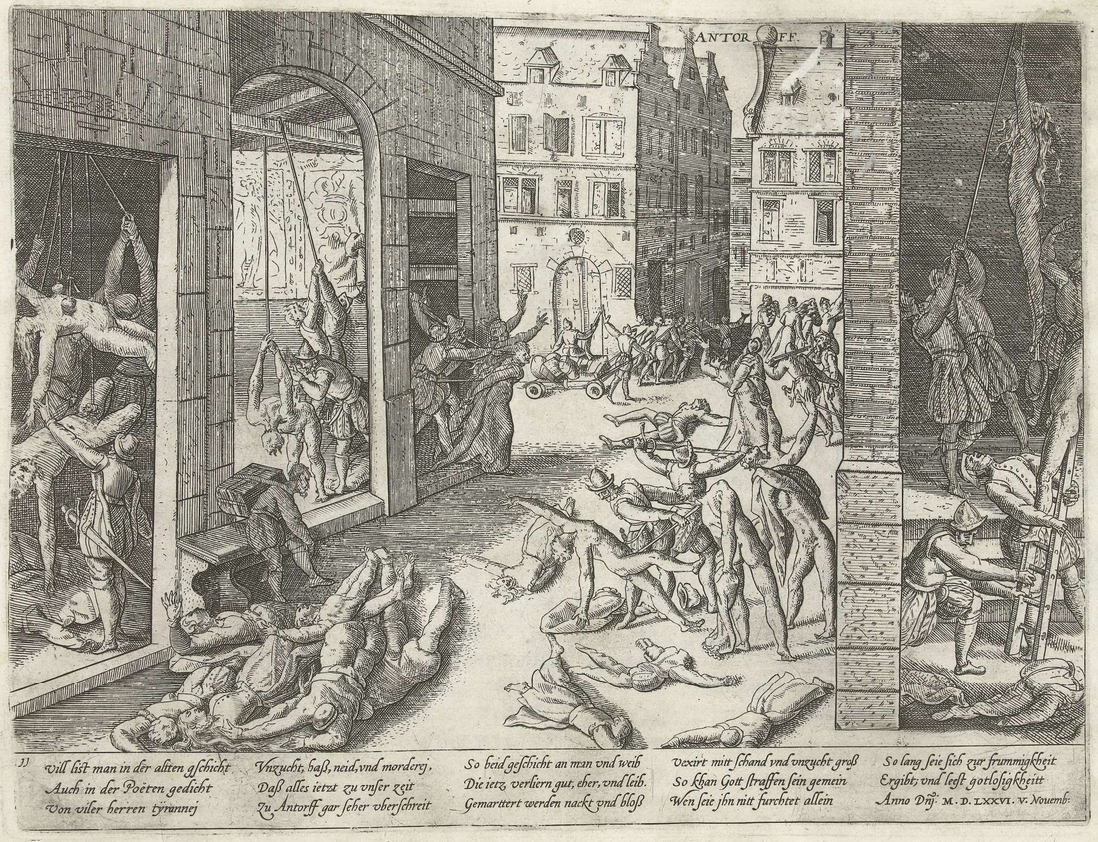
Spaanse Furie Antwerpen (1576), Frans Hogenberg
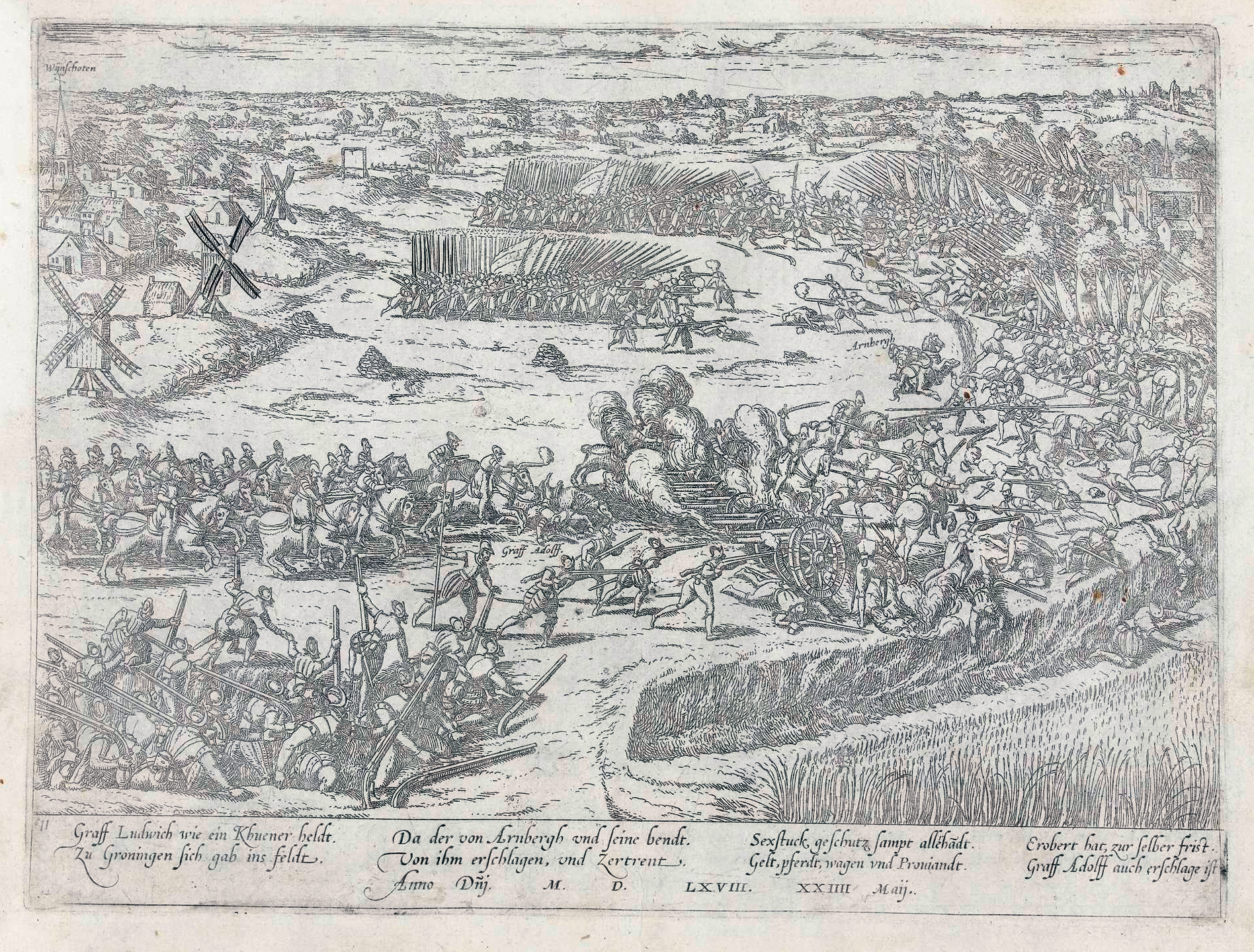
De Slag bij Heiligerlee, Frans Hogenberg
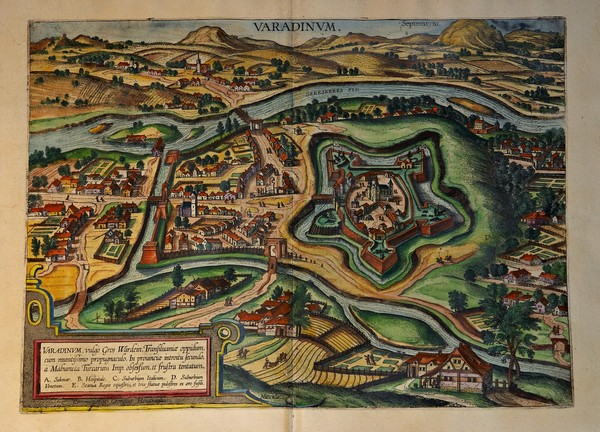
Oradea (Roemenië), Braun & Hogenberg
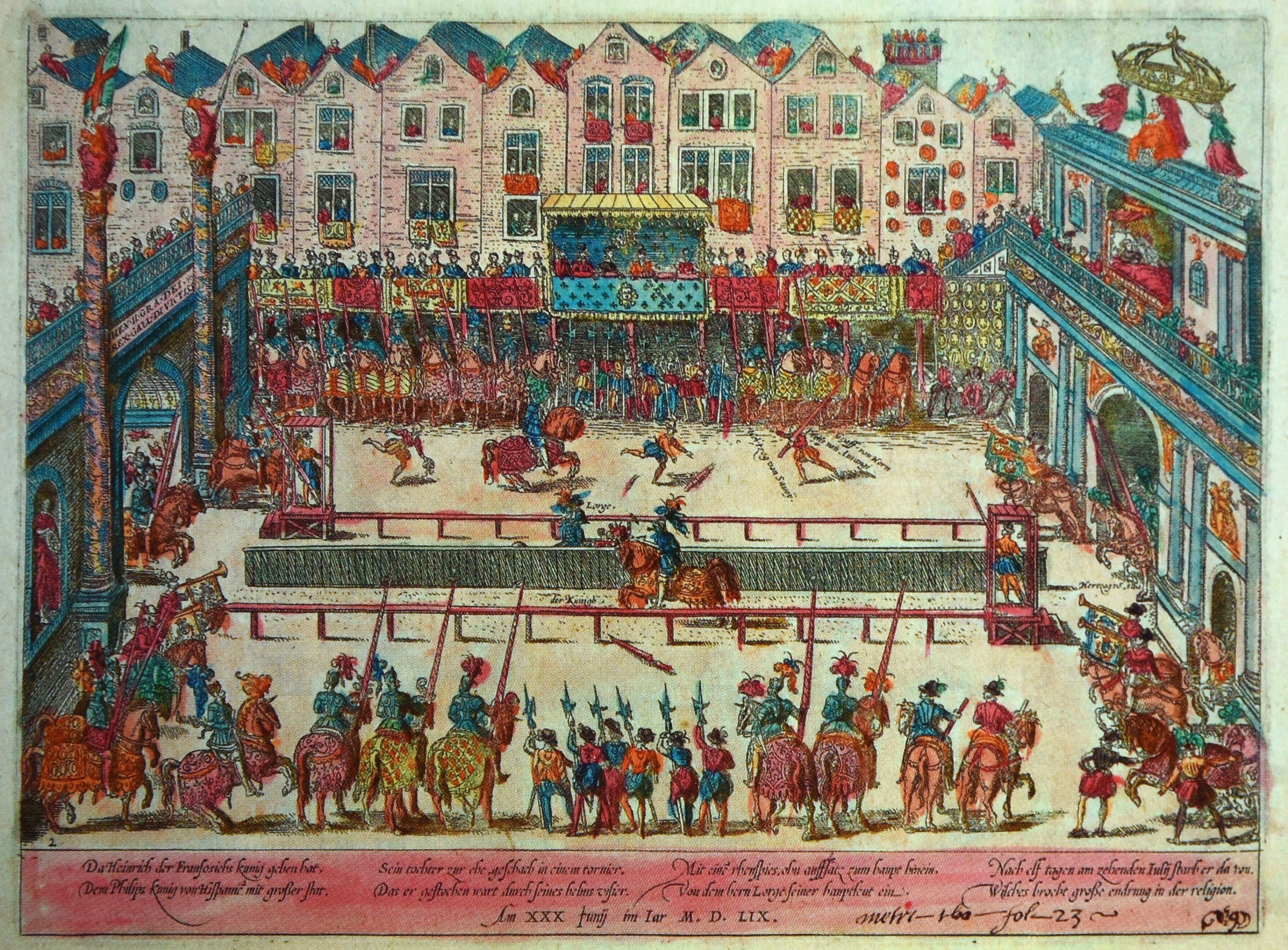
Hendrik II van Frankrijk dodelijk verwond tijdens steekspel

## Uitgave
- Frans Hogenberg, De 80-jarige oorlog in prenten, 1977. ISBN 9789000024810

## Wetenswaardig
In Pieter Serriens vuistdikke boek In Opstand. Geuzen in de Lage Landen (1565-1578) (2022), wordt overvloedig gebruik gemaakt van afbeeldingen van Hogenbergs etsen om de geuzenopstand te visualiseren. 